# مجدي المقبل
مجدي يوسف المقبل ممثل سوري مواليد 1990.

## حياته
والده الفنان يوسف مقبل شارك في عدّة أعمال من أهمها «التغريبة الفلسطينية» عام 2004، درس في المعهد العالي للفنون المسرحية في دمشق قسم التمثيل وتخرج سنة 2016.

## في المسرح
- مسرحية صحوة 2018[3][4]

## في التلفزيون
- التغريبة الفلسطينية 2004
- أبو زيد الهلالي 2004
- زمن الخوف 2007
- عنترة بن شداد 2007
- أوركيديا 2017
- المهلب بن أبي صفرة 2018
- مقامات العشق 2019
- بقعة ضوء الجزء الرابع عشر 2019
- باب الحارة الجزء العاشر
- أثر الفراشة 2019

## في السينما
- دم النخل 2019